# Comté de Morawa
Le Comté de Morawa est une zone d'administration locale à l'est de l'Australie-Occidentale en Australie. Le comté est situé à 170 kilomètres à l'est-sud-est de Geraldton et à environ 390 kilomètres au nord de Perth, la capitale de l'État.
Le centre administratif du comté est la ville de Morawa.
Le comté est divisé en un certain nombre de localités:
- Morawa
- Canna
- Gutha
- Koolanooka
- Merkanooka
- Pintharuka

Le comté a 11 conseillers locaux pour 5 circonscriptions.